# Film in 2012
Dit artikel gaat over de film in het jaar 2012.

## Succesvolste films
De tien films uit 2012 die het meest opbrachten.
| Rang | Titel                                   | Distributeur         | Opbrengst wereldwijd |
| ---- | --------------------------------------- | -------------------- | -------------------- |
| 1    | The Avengers                            | Walt Disney Pictures | $ 1.518.812.988      |
| 2    | Skyfall                                 | Sony Pictures        | $ 1.108.561.013      |
| 3    | The Dark Knight Rises                   | Warner Bros.         | $ 1.084.439.099      |
| 4    | The Hobbit: An Unexpected Journey       | Warner Bros.         | $ 1.017.003.568      |
| 5    | Ice Age: Continental Drift              | 20th Century Fox     | $ 877.244.782        |
| 6    | The Twilight Saga: Breaking Dawn Part 2 | 20th Century Fox     | $ 829.685.377        |
| 7    | The Amazing Spider-Man                  | Sony Pictures        | $ 757.930.663        |
| 8    | Madagascar 3: Europe's Most Wanted      | Paramount Pictures   | $ 746.921.274        |
| 9    | The Hunger Games                        | Lionsgate            | $ 691.247.768        |
| 10   | Men in Black III                        | Sony Pictures        | $ 624.026.776        |

## Lijst van films
Films die in 2012 zijn uitgebracht:
| Verschijningsdatum | Titel                                                 | Land                                                                                  | Opmerking                                                      |
| ------------------ | ----------------------------------------------------- | ------------------------------------------------------------------------------------- | -------------------------------------------------------------- |
| 1 januari 2012     | Treasure Island                                       | Ierland / Verenigd Koninkrijk                                                         | Televisiefilm                                                  |
| 2 januari 2012     | Doodslag                                              | Nederland                                                                             |                                                                |
| 3 januari 2012     | Transit                                               | Verenigde Staten                                                                      | Direct naar video                                              |
| 5 januari 2012     | The Devil Inside                                      | Verenigde Staten                                                                      |                                                                |
| 12 januari 2012    | Contraband                                            | Verenigde Staten / Verenigd Koninkrijk / Frankrijk                                    |                                                                |
| 13 januari 2012    | Frenemies                                             | Verenigde Staten                                                                      | Televisiefilm                                                  |
| 13 januari 2012    | Joyful Noise                                          | Verenigde Staten                                                                      |                                                                |
| 17 januari 2012    | 2-Headed Shark Attack                                 | Verenigde Staten                                                                      | Direct naar video                                              |
| 17 januari 2012    | The Scorpion King 3: Battle for Redemption            | Verenigde Staten                                                                      | Direct naar video                                              |
| 19 januari 2012    | Black Out                                             | Nederland                                                                             |                                                                |
| 19 januari 2012    | Journey 2: The Mysterious Island                      | Verenigde Staten                                                                      |                                                                |
| 19 januari 2012    | Süskind                                               | Nederland                                                                             |                                                                |
| 19 januari 2012    | Underworld: Awakening                                 | Verenigde Staten                                                                      |                                                                |
| 20 januari 2012    | I Am Not a Hipster                                    | Verenigde Staten                                                                      | Première op het Sundance Film Festival                         |
| 20 januari 2012    | Red Lights                                            | Spanje / Verenigde Staten                                                             | Première op het Sundance Film Festival                         |
| 20 januari 2012    | Red Tails                                             | Verenigde Staten                                                                      |                                                                |
| 21 januari 2012    | Comme un Chef                                         | Frankrijk / Spanje                                                                    | Première op het L'Alpe-d'Huez Filmfestival                     |
| 24 januari 2012    | Shadow Dancer                                         | Verenigd Koninkrijk                                                                   | Première op het Sundance Film Festival                         |
| 25 januari 2012    | Tot altijd                                            | België                                                                                |                                                                |
| 26 januari 2012    | Man on a Ledge                                        | Verenigde Staten                                                                      |                                                                |
| 26 januari 2012    | One for the Money                                     | Verenigde Staten                                                                      |                                                                |
| 28 januari 2012    | Chronicle                                             | Verenigd Koninkrijk / Verenigde Staten                                                | Première op het Gerardmer Fantasy Filmfestival                 |
| 29 januari 2012    | Hemel                                                 | Nederland / Spanje                                                                    |                                                                |
| 29 januari 2012    | Nick                                                  | Nederland                                                                             | Première op het Rotterdams Filmfestival                        |
| 29 januari 2012    | Wavumba                                               | Nederland                                                                             | Documentaire Première op het Rotterdams Filmfestival           |
| 30 januari 2012    | 38 Témoins                                            | Frankrijk                                                                             | Première op het Rotterdams Filmfestival                        |
| 30 januari 2012    | Beyond                                                | Verenigde Staten                                                                      | Direct naar video                                              |
| 2 februari 2012    | Celebrity Sex Tape                                    | Verenigde Staten                                                                      |                                                                |
| 2 februari 2012    | Big Miracle                                           | Verenigde Staten / Verenigd Koninkrijk                                                |                                                                |
| 3 februari 2012    | Best Laid Plans                                       | Verenigd Koninkrijk                                                                   |                                                                |
| 3 februari 2012    | The Woman in Black                                    | Verenigd Koninkrijk / Canada / Zweden                                                 |                                                                |
| 7 februari 2012    | Act of Valor                                          | Verenigde Staten                                                                      |                                                                |
| 2 februari 2012    | Safe House                                            | Verenigde Staten / Zuid-Afrika                                                        |                                                                |
| 8 februari 2012    | Playback                                              | Verenigde Staten                                                                      |                                                                |
| 9 februari 2012    | Les Adieux à la Reine                                 | Frankrijk / Spanje                                                                    | Première op het Filmfestival van Berlijn                       |
| 9 februari 2012    | Als je verliefd wordt                                 | Nederland                                                                             |                                                                |
| 9 februari 2012    | The Vow                                               | Verenigde Staten / Brazilië / Frankrijk / Australië / Verenigd Koninkrijk / Duitsland |                                                                |
| 10 februari 2012   | LOL                                                   | Verenigde Staten                                                                      |                                                                |
| 11 februari 2012   | Cesare deve morire                                    | Italië                                                                                | Documentaire / Drama Première op het Filmfestival van Berlijn  |
| 11 februari 2012   | Iron Sky                                              | Australië / Finland / Duitsland                                                       | Première op het Filmfestival van Berlijn                       |
| 11 februari 2012   | Kauwboy                                               | Nederland                                                                             | Première op het Filmfestival van Berlijn                       |
| 11 februari 2012   | Snackbar                                              | Nederland                                                                             | Première op het Filmfestival van Berlijn                       |
| 12 februari 2012   | Marley                                                | Verenigde Staten                                                                      | Documentaire / Muziek Première op het Filmfestival van Berlijn |
| 14 februari 2012   | This Means War                                        | Verenigde Staten                                                                      |                                                                |
| 15 februari 2012   | Achtste-groepers huilen niet                          | Nederland                                                                             |                                                                |
| 15 februari 2012   | Tony 10                                               | Verenigde Staten                                                                      |                                                                |
| 15 februari 2012   | La Vie d'une Autre                                    | Frankrijk / Luxemburg / België                                                        |                                                                |
| 16 februari 2012   | Fetih 1453                                            | Turkije                                                                               |                                                                |
| 16 februari 2012   | En kongelig affære                                    | Denemarken / Zweden / Tsjechië / Duitsland                                            | Première op het Filmfestival van Berlijn                       |
| 16 februari 2012   | Zombibi                                               | Nederland                                                                             |                                                                |
| 17 februari 2012   | Anton Corbijn Inside Out                              | Nederland / Duitsland / Verenigd Koninkrijk / Italië / Zweden                         | Documentaire Première op het Filmfestival van Berlijn          |
| 17 februari 2012   | ATM                                                   | Verenigde Staten / Canada                                                             |                                                                |
| 17 februari 2012   | Bel Ami                                               | Verenigd Koninkrijk / Frankrijk / Italië                                              |                                                                |
| 17 februari 2012   | Radio Rebel                                           | Nederland                                                                             | Televisiefilm                                                  |
| 21 februari 2012   | Columbus Circle                                       | Verenigde Staten                                                                      | Direct naar video                                              |
| 21 februari 2012   | Gone                                                  | Verenigde Staten                                                                      |                                                                |
| 22 februari 2012   | John Carter                                           | Verenigde Staten                                                                      |                                                                |
| 22 februari 2012   | Sprookjesboom de film                                 | Nederland                                                                             |                                                                |
| 23 februari 2012   | Barbie in A Mermaid Tale 2                            | Canada                                                                                | Animatie Direct naar video                                     |
| 23 februari 2012   | De Goede Dood                                         | Nederland                                                                             |                                                                |
| 23 februari 2012   | Taped                                                 | Nederland                                                                             |                                                                |
| 24 februari 2012   | Good Deeds                                            | Verenigde Staten                                                                      |                                                                |
| 24 februari 2012   | Incursion                                             | België                                                                                |                                                                |
| 24 februari 2012   | Wanderlust                                            | Verenigde Staten                                                                      |                                                                |
| 29 februari 2012   | Les Infidèles                                         | Frankrijk                                                                             |                                                                |
| 29 februari 2012   | Mixed Kebab                                           | België                                                                                |                                                                |
| 1 maart 2012       | Dr. Seuss' The Lorax                                  | Verenigde Staten                                                                      | Animatie                                                       |
| 1 maart 2012       | Plan C                                                | Nederland                                                                             |                                                                |
| 1 maart 2012       | Project X                                             | Verenigde Staten                                                                      |                                                                |
| 2 maart 2012       | Being Flynn                                           | Verenigde Staten                                                                      |                                                                |
| 4 maart 2012       | Into the White                                        | Noorwegen / Zweden                                                                    | Filmfest Oslo                                                  |
| 6 maart 2012       | Tooth Fairy 2                                         | Verenigde Staten                                                                      | Direct naar video                                              |
| 6 maart 2012       | Wyatt Earp's Revenge                                  | Verenigde Staten                                                                      | Direct naar video                                              |
| 7 maart 2012       | À l'Aveugle                                           | Frankrijk                                                                             |                                                                |
| 9 maart 2012       | The Raven                                             | Verenigde Staten / Hongarije / Spanje                                                 |                                                                |
| 9 maart 2012       | A Thousand Words                                      | Verenigde Staten                                                                      |                                                                |
| 12 maart 2012      | The Hunger Games                                      | Verenigde Staten                                                                      |                                                                |
| 12 maart 2012      | 21 Jump Street                                        | Verenigde Staten                                                                      | Première op het South by Southwest Filmfestival                |
| 13 maart 2012      | Casa de mi Padre                                      | Verenigde Staten                                                                      | Première op het South by Southwest Filmfestival                |
| 14 maart 2012      | Cloclo                                                | Verenigde Staten                                                                      |                                                                |
| 15 maart 2012      | Get the Gringo                                        | Verenigde Staten                                                                      |                                                                |
| 15 maart 2012      | Mirror Mirror                                         | Verenigde Staten                                                                      |                                                                |
| 16 maart 2012      | Hans Kloss. Stawka większa niż śmierć                 | Polen                                                                                 |                                                                |
| 17 maart 2012      | Home Invasion                                         | Verenigde Staten                                                                      |                                                                |
| 18 maart 2012      | Quiz                                                  | Nederland                                                                             |                                                                |
| 21 maart 2012      | In Their Skin                                         | Canada                                                                                |                                                                |
| 23 maart 2012      | Brake                                                 | Verenigde Staten                                                                      |                                                                |
| 23 maart 2012      | Le Fils de l'Autre                                    | Frankrijk                                                                             | Première op het Alès Filmfestival                              |
| 28 maart 2012      | Allez, Eddy!                                          | België                                                                                |                                                                |
| 28 maart 2012      | The Pirates! Band of Misfits                          | Verenigd Koninkrijk / Verenigde Staten                                                |                                                                |
| 28 maart 2012      | Wrath of the Titans                                   | Verenigde Staten                                                                      |                                                                |
| 29 maart 2012      | Russendisko                                           | Duitsland                                                                             |                                                                |
| 29 maart 2012      | StreetDance 2                                         | Verenigd Koninkrijk                                                                   |                                                                |
| 31 maart 2012      | SWCHWRM                                               | Nederland                                                                             |                                                                |
| 4 april 2012       | American Pie: Reunion                                 | Verenigde Staten                                                                      |                                                                |
| 4 april 2012       | The Cold Light of Day                                 | Verenigde Staten                                                                      |                                                                |
| 4 april 2012       | Grupo 7                                               | Spanje                                                                                |                                                                |
| 6 april 2012       | Titanic 3D                                            | Verenigde Staten                                                                      | 3D release van de film Titanic uit 1997                        |
| 7 april 2012       | Lockout                                               | Frankrijk                                                                             | Première op het Filmfestival van Brussel                       |
| 11 april 2012      | The Avengers                                          | Verenigde Staten                                                                      |                                                                |
| 11 april 2012      | Battleship                                            | Verenigde Staten                                                                      |                                                                |
| 13 april 2012      | The Three Stooges                                     | Verenigde Staten                                                                      |                                                                |
| 16 april 2012      | Cop vs Killer                                         | Nederland                                                                             |                                                                |
| 19 april 2012      | The Lucky One                                         | Verenigde Staten                                                                      |                                                                |
| 21 april 2012      | Revenge for Jolly!                                    | Verenigde Staten                                                                      | Première op het Tribeca Film Festival                          |
| 23 april 2012      | Laptop                                                | Nederland                                                                             |                                                                |
| 25 april 2012      | Weekend aan zee                                       | België                                                                                |                                                                |
| 25 april 2012      | Le Prénom                                             | Frankrijk                                                                             |                                                                |
| 27 april 2012      | The Five-Year Engagement                              | Verenigde Staten                                                                      |                                                                |
| 3 mei 2012         | Shanghai Calling                                      | Verenigde Staten / China                                                              | Première op het Internationaal filmfestival van Newport Beach  |
| 7 mei 2012         | Oom Henk                                              | Nederland                                                                             |                                                                |
| 9 mei 2012         | Dark Shadows                                          | Verenigde Staten                                                                      |                                                                |
| 10 mei 2012        | Jackie                                                | Nederland                                                                             |                                                                |
| 11 mei 2012        | Piranha 3DD                                           | Verenigde Staten                                                                      |                                                                |
| 14 mei 2012        | Men in Black III                                      | Verenigde Staten                                                                      |                                                                |
| 15 mei 2012        | Axel                                                  | Verenigd Koninkrijk                                                                   | DVD première                                                   |
| 16 mei 2012        | The Dictator                                          | Verenigde Staten                                                                      |                                                                |
| 16 mei 2012        | Moonrise Kingdom                                      | Verenigde Staten                                                                      | Première op het filmfestival van Cannes                        |
| 17 mei 2012        | What to Expect When You're Expecting                  | Verenigde Staten                                                                      |                                                                |
| 17 mei 2012        | De rouille et d'os                                    | Frankrijk / België                                                                    | Franse première op het filmfestival van Cannes                 |
| 18 mei 2012        | No                                                    | Chili                                                                                 | Filmfestival van Cannes                                        |
| 19 mei 2012        | Stitches                                              | Ierland                                                                               | Filmfestival van Cannes                                        |
| 20 mei 2012        | Amour                                                 | Frankrijk / Oostenrijk / Duitsland                                                    | Filmfestival van Cannes                                        |
| 21 mei 2012        | Después de Lucía                                      | Mexico                                                                                | Filmfestival van Cannes                                        |
| 24 mei 2012        | Chernobyl Diaries                                     | Verenigde Staten                                                                      |                                                                |
| 25 mei 2012        | Cosmopolis                                            | Frankrijk / Canada / Portugal / Italië                                                |                                                                |
| 30 mei 2012        | Snow White and the Huntsman                           | Verenigde Staten                                                                      |                                                                |
| 30 mei 2012        | Prometheus                                            | Verenigde Staten                                                                      |                                                                |
| 30 mei 2012        | Ill Manors                                            | Verenigd Koninkrijk                                                                   |                                                                |
| 1 juni 2012        | Let It Shine                                          | Verenigde Staten                                                                      |                                                                |
| 4 juni 2012        | Ted en de schat van de mummie                         | Spanje                                                                                |                                                                |
| 13 juni 2012       | Rock of Ages                                          | Verenigde Staten                                                                      |                                                                |
| 13 juni 2012       | The Amazing Spider-Man                                | Verenigde Staten                                                                      |                                                                |
| 21 juni 2012       | De van Waveren Tapes                                  | Nederland                                                                             | Documentaire                                                   |
| 27 juni 2012       | Brammetje Baas                                        | Verenigde Staten                                                                      |                                                                |
| 6 juli 2012        | Savages                                               | Verenigde Staten                                                                      |                                                                |
| 9 augustus 2012    | Dungeons & Dragons 3: The Book of Vile Darkness       | Verenigd Koninkrijk                                                                   |                                                                |
| 23 augustus 2012   | Noobz                                                 | Verenigde Staten                                                                      |                                                                |
| 25 augustus 2012   | Two Jacks                                             | Verenigde Staten                                                                      | Première op het Internationaal filmfestival van Montreal       |
| 6 september 2012   | Looper                                                | Verenigde Staten                                                                      |                                                                |
| 7 september 2012   | Anna Karenina                                         | Verenigd Koninkrijk                                                                   |                                                                |
| 7 september 2012   | Djúpið                                                | IJsland                                                                               | Première op het Internationaal filmfestival van Toronto        |
| 7 september 2012   | Seven Psychopaths                                     | Verenigd Koninkrijk                                                                   |                                                                |
| 8 september 2012   | Blancanieves                                          | Spanje                                                                                |                                                                |
| 10 september 2012  | Twenty8k                                              | Verenigd Koninkrijk                                                                   |                                                                |
| 14 september 2012  | The Master (2012 film)                                | Verenigde Staten                                                                      |                                                                |
| 23 september 2012  | El artista y la modelo                                | Spanje                                                                                | Première op het Filmfestival van San Sebastián                 |
| 27 september 2012  | Astro - Uma Fábula Urbana em um Rio de Janeiro Mágico | Brazilië                                                                              | Festival do Rio                                                |
| 29 september 2012  | Niko 2                                                | Finland / Denemarken / Duitsland / Ierland                                            |                                                                |
| 11 oktober 2012    | The Impossible                                        | Spanje                                                                                |                                                                |
| 11 oktober 2012    | Invasor                                               | Spanje / Frankrijk                                                                    |                                                                |
| 26 oktober 2012    | Cloud Atlas (film)                                    | Verenigde Staten                                                                      |                                                                |
| 2 november 2012    | Wreck-It Ralph                                        | Verenigde Staten                                                                      |                                                                |
| 3 december 2012    | Una pistola en cada mano                              | Spanje                                                                                |                                                                |

1870-1879 · 1880-1889 · 1890 · 1891 · 1892 · 1893 · 1894 · 1895 · 1896 · 1897 · 1898 · 1899 · 1900 · 1901 · 1902 · 1903 · 1904 · 1905 · 1906 · 1907 · 1908 · 1909 · 1910 · 1911 · 1912 · 1913 · 1914 · 1915 · 1916 · 1917 · 1918 · 1919 · 1920 · 1921 · 1922 · 1923 · 1924 · 1925 · 1926 · 1927 · 1928 · 1929 · 1930 · 1931 · 1932 · 1933 · 1934 · 1935 · 1936 · 1937 · 1938 · 1939 · 1940 · 1941 · 1942 · 1943 · 1944 · 1945 · 1946 · 1947 · 1948 · 1949 · 1950 · 1951 · 1952 · 1953 · 1954 · 1955 · 1956 · 1957 · 1958 · 1959 · 1960 · 1961 · 1962 · 1963 · 1964 · 1965 · 1966 · 1967 · 1968 · 1969 · 1970 · 1971 · 1972 · 1973 · 1974 · 1975 · 1976 · 1977 · 1978 · 1979 · 1980 · 1981 · 1982 · 1983 · 1984 · 1985 · 1986 · 1987 · 1988 · 1989 · 1990 · 1991 · 1992 · 1993 · 1994 · 1995 · 1996 · 1997 · 1998 · 1999 · 2000 · 2001 · 2002 · 2003 · 2004 · 2005 · 2006 · 2007 · 2008 · 2009 · 2010 · 2011 · 2012 · 2013 · 2014 · 2015 · 2016 · 2017 · 2018 · 2019 · 2020 · 2021 · 2022 · 2023 · 2024 · 2025